# Ролинс (Монтана)
Ролинс (енгл. Rollins) насељено је место без административног статуса у америчкој савезној држави Монтана.

## Демографија
По попису из 2010. године број становника је 209, што је 26 (14,2%) становника више него 2000. године.
| Група             | 2000.       | 2010.       |
| Белци             | 180 (98,4%) | 202 (96,7%) |
| Афроамериканци    | 0 (0,0%)    | 0 (0,0%)    |
| Азијати           | 0 (0,0%)    | 0 (0,0%)    |
| Хиспаноамериканци | 0 (0,0%)    | 1 (0,5%)    |
| Укупно            | 183         | 209         |